# Datierung
Als Datierung oder Altersbestimmung werden Methoden bezeichnet, die den Zeitraum der Entstehung bzw. Nutzung von archäologischen, paläontologischen und geologischen Funden oder historischen Dokumenten sowie kunsthistorischen Gegenständen wie Gemälden oder Skulpturen bestimmen. Die verschiedenen Datierungsmethoden eignen sich jeweils zur Altersbestimmung innerhalb begrenzter zeitlicher Größenordnungen. Dabei dienen in vielen Fällen jeweils die aus einer Datierungsmethode gewonnenen Zeitpunkte zur Kalibrierung bzw. Eichung einer anderen.

## Objekte
Datiert werden:
- Kunstwerke
- Urkunden, siehe Urkundenkritik
- archäologische Funde, siehe Altersbestimmung (Archäologie)
- fossile Bäume sowie historische Hölzer mit Hilfe der Dendrochronologie, d. h. durch Ausmessung der Jahresringe und Abgleich mit Vergleichsdaten anderer Funde und mit Klimadaten. Dadurch ist eine jahrgenaue Datierung möglich.
- Gesteine, siehe Geochronologie
- Kalendarische Ereignisse

## Methoden

### Datierung von Gegenständen zur Altersbestimmung
Je nach Art und Alter des Fundes finden verschiedene Methoden Anwendung:
- Naturwissenschaftliche Verfahren
  - Radiometrische Datierungen. Beispiele:
    - Radiokohlenstoffdatierung (auch 14C-Datierung) bei bis zu 50 000 Jahre alten Funden, die organische Stoffe enthalten
    - Kalium-Argon-Datierung und Uran-Blei-Datierung in der Geochronologie zur Datierung sehr alter Proben.
    - Tritiummethode bei Weinen, Wasserproben oder wasserhaltigen Funden bei nicht zu hohem Alter
    - Thermolumineszenzdatierung bei Erdproben, Mineralen, Keramik, Artefakten

  - Jährliche Periodizitäten zählen bei Eisbohrkernen, Warven, oder Korallen
  - Marine Sedimentschichten durch Sauerstoff-Isotopenstufen
- Stratigraphische Verfahren
  - Leitfossil-Chronologie, zeitliche Zuordnung von Gesteinsschichten durch Fossilien
  - Tephrochronologie, zeitliche Zuordnung von Gesteinsschichten durch die Identifikation pyroklastischer Sedimente.
  - Münzdatierung mit Münzen als Beifunden
- Strukturanalyse
  - Röntgenanalysen an Material, Struktur und Schichtung
  - Paläomagnetische Untersuchungen an Gesteinen und Keramik
- Plausibilitätsanalyse
  - Wasserzeichen, Schriftmerkmale, Tinte, Papierart werden zur Datierung von Urkunden herangezogen
  - Chemisch-technische Zusammensetzung von Farbmitteln, Firnissen oder Malgründen in der Kunstgeschichte
  - Rehydroxylierung, eine neue Untersuchung, in welchem Grade Sauerstoffbrücken in Keramik durch Eindringen von Wasser aufgebrochen sind. Auf diese Weise gelang es Moira Wilson von der University of Manchester und ihren Kollegen, keramische Objekte im Alter bis zu 2000 Jahren recht genau zu bestimmen.[2]
- Archäomagnetische Datierung aufgrund der Richtung oder der Stärke des im Objekt gespeicherten Magnetfeldes

Daneben gibt es in der interdisziplinären Zusammenarbeit moderner Forschung eine Fülle weiterer Methoden, etwa die mit Klimaprofilen aus Sedimenten abgeglichene Daten, Pollenanalyse über Ansätze der Verbreitung rezenter – erst kürzlich in einem Gebiet ausgestorbener (im erdgeschichtlichen Sinne) – Pflanzen, und anderes.
In Archäologie, insbesondere der Klassischen Archäologie, und Kunstgeschichte werden überdies historische Quellen und stilkritische Methoden herangezogen. Geschichtswissenschaften arbeiten für die Datierung ihrer Quellen darüber hinaus zum Beispiel mit Methoden der Historischen Linguistik oder der Paläographie.

### Definitorische Kalenderdatierungen

#### Antedatierung
Zu datieren waren auch Thronjubiläen. Dabei war in der Frühzeit des Alten Ägypten bis in die Zeit des Mittleren Reiches hinein eine sogenannte Antedatierung üblich. Mit diesem Begriff wird beschrieben, dass bei einem Thronwechsel ein Regierungsjahr vollständig dem neuen Pharao zugeschrieben wurde, selbst wenn die Dauer bis zum neuen kalendarischen Jahreswechsel nur wenige Tage betragen hatte. Auf diese Praxis wurde auch später wieder zurückgegriffen, nachdem in der Zeit des Neuen Reiches stattdessen Thronjubiläen gegebenenfalls mitten im Jahr gefeiert wurden, wenn nicht, wie im Fall von Hatschepsut die Krönung gezielt auf den Neujahrstag gelegt wurde.